# 1936, España en llamas
1936, España en llamas es un conjunto de mods, o modificaciones, sobre varios videojuegos de disparos en primera persona para PC, basados en la guerra civil española utilizando diferentes motores de Medal of Honor y Call of Duty. 
El mod permite al jugador revivir en primera persona diferentes batallas del conflicto español, con un cierto intento de precisión de perspectiva histórica, añadiendo elementos de ficción en el modo un jugador. Incluso, el desarrollo de la modificación incluyó con el asesoramiento de un teniente de la Legión española e incluso excursiones al pueblo de Belchite para estudiar bien el terreno 
1936, España En Llamas es el primer mod basado en un videojuego de éxito para PC en primera persona ambientado en la guerra civil española, desarrollado íntegramente por un equipo español no remunerado y con resultados casi profesionales. Sumando las diferentes versiones del mod de Call of Duty 2, el juego suma más de 30.000 descargas.

## Desarrollo
La primera versión del mod se realizó para el juego Medal of Honor Breakthrough como mod para multijugador. Posteriormente el mod se adaptó a Call of Duty 2 y una versión de campaña para un jugador fue lanzada en tres partes. Finalmente otra adaptación, llamada Spain at War, fue lanzada en fase beta para Call of Duty: World at War para el multijugador, mientras que una campaña fue lanzada al público el dia 27 de septiembre de 2024, tanto en Moddb como en Steam.
Paralelamente, el mod para el Medal of Honor Breakthrough ha sido actualizada y mantenida, con una última publicación en 2020 en su 3.0. Hubo también un intento de crear una versión del juego 2D estilo OGame, pero se cesó por falta de financiación para costes de servidores.

## Características
Habría que destacar algunos detalles que hacen de 1936, España en llamas diferente de su original, Call of Duty 2. 
- No hay cruceta para apuntar. Se apunta con la mira del arma.
- Voces, canciones y sonidos de radio íntegramente en español.
- Las granadas tienen temporizador.
- Los subfusiles son más difíciles de usar.

Las siguientes características solo se aplican al modo multijugador:
- Habilidad de correr.
- Nuevos modos de juego.
- Cuando tu nivel de salud baja de 30, la pantalla se pone permanentemente roja, dificultando la visión.
- Existen médicos para curar a los heridos.
- Cada uno lleva asignado por defecto qué armamento cargará.
- Las ametralladoras se recalientan.

## Un jugador
A partir de 2009 empieza el desarrollo de la versión un jugador, y finalmente el 30 de marzo de 2012 es lanzada la versión final, ya que fue publicado en tres etapas, cada una mejorando y añadiendo nuevas misiones. El juego contiene en total 24 misiones, 12 para cada bando.
El mod contiene un estilo variado de jugabilidad, tanto como conquistar o defender posiciones, como huir de bombardeos, proteger el avance de compañeros, infiltración e incluso una batalla de carros de combate; algunos elementos originales respecto al Call of Duty 2 original.
Las misiones se basan en numerosos hechos reales, aunque la trama y parte de los personajes son ficticios, comparten escenarios con hechos y personalidades reales. También se muestra un final alternativo ficticio, en el cual la República gana la guerra civil. 

### Campaña Republicana
| Misión                | Personaje                                      | Lugar                              | Fecha     | Niveles |
| --------------------- | ---------------------------------------------- | ---------------------------------- | --------- | --- |
| "El Alzamiento"       | Marion Barrena                                 | Melilla, Protectorado de Marruecos | 1936      | - Un día antes.Una agente leal al Gobierno es enviada a Melilla para averiguar que hay de cierto en los rumores de sedición. |
| " España en llamas"   | Marion Barrena                                 | Toledo,                            | 1936      | - La toma del Alcázar. Misión de conquista del Alcázar desde el punto de vista republicano. Tendrás que escoltar a un zapador a través un túnel para instalar cargas de dinamita, hacer estallar el Alcázar y atacar la fortaleza para terminar con el asedio antes de que lleguen las tropas del General Varela. |
| Madrid Resiste        | Félix Brezhnev, Tanquista BBII, Marion Barrena | Madrid,                            | 1936-1937 | - El oro de Moscú.Deberás escoltar el convoy que va hacia La Algameca en Cartagena, donde llevan el preciado oro del Banco de España a un lugar seguro para ser enviado a Moscú como pago por la ayuda soviética. - ¡No Pasaran!. Comienza la batalla de Madrid, una de las más importantes de la contienda, donde deberás frenar el avance del Ejército de África en la Casa de Campo. - La colina del suicidio. Resiste en la colina los continuos ataques y las descargas de artillería. - La contraofensiva. Los republicanos deberán aprovechar esta oportunidad para lanzar un ataque y tomar el Palacio de Ibarra donde resisten algunos italianos del CTV. - La reconquista de Brihuega . En esta misión conducirás un carro de combate T-26 donde deberás reconquistar la villa de Brihuega y eliminar los tanques y cañones enemigos. |
| La caída del norte    | Médico anónimo, Marion Barrena                 | Euskadi,                           | 1937      | - El árbol de Guernika . Aviones alemanes e italianos bombardean la villa de Guernica, bajo los escombros deberás sobrevivir al bombardeo y llegar a la Casa de Juntas de Guernica para ponerte a salvo. - El Cinturón de Hierro . Requetés y Brigadas Navarras inician el ataque al Cinturón de Hierro, resiste los ataques defendiendo los búnkeres. |
| La Batalla del Ebro   | Marion Barrena                                 | Ebro,                              | 1938      | - Dos orillas, dos Españas. El Alto Mando republicano, contra todo pronóstico, cruza el caudaloso río Ebro por varios puntos y se hace fuerte en la otra orilla. En esta misión deberás cruzar el río y avanzar en dirección a Gandesa, objetivo principal de la ofensiva. - La última esperanza. Deberás infiltrarte en una base alemana donde se celebrara un reunión para descubrir los futuros planes de Hitler. * Final alternativo republicano |
| El final de la guerra | Marion Barrena                                 | Burgos,                            | 1939      | - La toma de Burgos. Una vez que Francia e Inglaterra han reconocido al Gobierno Republicano, y han llegado nuevos refuerzos soviéticos, se llevan a cabo varios planes para recuperar el terreno perdido. Finalmente los Nacionales se hacen fuertes en algunas ciudades. Una de ellas es Burgos donde deberás entrar en la ciudad, y avanzar hacia la Capitanía General donde se esconde el general Franco. * Final alternativo republicano |

### Campaña Nacional
| Misión                | Personaje                                  | Lugar                              | Fecha     | Niveles |
| --------------------- | ------------------------------------------ | ---------------------------------- | --------- | --- |
| "El Alzamiento"       | Ghanin Shabah                              | Melilla, Protectorado de Marruecos | 1936      | - El Alzamiento. Varios soldados insurrectos son sorprendidos por la Guardia de Asalto en la Comisión Geográfica de Límites. - El último reducto. Los rebeldes tienen órdenes de tomar la base de hidroaviones de El Atalayón y capturar al Cpt. Virgilio Leret. |
| " España en llamas"   | Ghanin Shabah - Guardia Civil              | Toledo,                            | 1936      | - El asedio del Alcazar. Consigue víveres y resiste las oleadas de ataque enemigas, finalmente espera los refuerzos de La Legión. |
| Objetivo: Madrid      | Ghanin Shabah - Mateo Ferrero - Legionario | Madrid,                            | 1936-1937 | - La ciudad traidora. Un avión de la Legión Cóndor ha sido derribado por unos antiaéreos y deberás rescatar a sus tripulantes, para avanzar a continuación hacia el cerro Garabitas y llegar a los límites de la ciudad. - ¡La ciudad universitaria!. Enlaza con las tropas de Asensio y toma varios edificios de la ciudad universitaria. Finalmente deberás tomar el Hospital Clínico y rechazar el ataque republicano con carros de combate soviéticos T-26. - El puente de Pindoque . Deberás sorprender a los centinelas que custodian el puente de Pindoque y llegar hasta el cerro de El Pingarrón. - La toma de Brihuega . De nuevo formarás parte del CTV italiano pero esta vez en la batalla de Guadalajara. Conquista el pueblo de Almadrones y entra en la villa de Brihuega. |
| Ofensiva republicana  | Ghanin Shabah                              | Aragón,                            | 1937-1938 | - El primer aniversario de guerra . En esta misión tendrás que recuperar Brunete y liberar a los prisioneros. - La Defensa de Belchite . Deberás retrasar la ofensiva republicana y seguidamente recoger la ayuda aérea que han lanzado. - Sangre y... frío . Los republicanos han tomado la primera ciudad, Teruel. Ya con la zona Norte tomada por los Nacionales, Franco decide recuperar la ciudad de Teruel en vez de atacar Madrid. Bajo la nieve deberás entrar en Teruel y tomar varios edificios en la plaza del Torico. |
| La Batalla del Ebro   | Ghanin Shabah                              | Ebro,                              | 1938      | - El día de Santiago Apóstol . Esta misión consta de dos partes, la primera basada unas horas después de que los republicanos cruzaron el río. Y finalmente en los últimos días de la batalla donde deberás expulsar a los republicanos de nuevo a la otra orilla. |
| El final de la guerra | Ghanin Shabah                              | Burgos,                            | 1939      | - El día de la Victoria . La guerra civil ha terminado, los nacionales han entrado en Madrid. En esta misión deberás encontrar a Marion Barrena. |

### Personajes
Controlables:
- Marion Barrena. Miliciana anarquista que sirve a la República como soldado, mando y agente de infiltración. Ejército Republicano
- Félix Brezhnev. Piloto ruso que luchará en el ejército popular republicano y en las brigadas internacionales. Brigadas internacionales
- Tanquista republicano". Tanquista que conduce un T-26. Brigadas internacionales
- Médico Anónimo. Médico que ayudará en medio del bombardeo de Guernica
- Ghanin Shabah. Soldado que forma parte de la Legión española del ejército africano. Ejército Nacional
- Mateo Ferrero. Parte del Corpo Truppe Volontarie (CTV), luchará varias batallas del lado nacionalista antes de desertar al bando republicano. CTV
- Legionario. Soldado que lucha en diversas batallas en Madrid y Guadalajara
- Guardia Civil. Guardia Civil que controlamos en la primera parte de la misión El Asedio del Alcázar.

No controlables:
- Von Richtofen Comandante de la Legión Cóndor. Acompaña a Ghanin Shabah en varias misiones como parte del pelotón
- Teniente Coronel Asensio Mando del ejército nacional
- Mohammed Ben Mizzian Aparece como regular del ejército africano.
- Millan Astray Aparece como legionario preso.
- Francisco Franco Aparece en varias cinemáticas y aparece en la misión alternativa republicana
- Virgilio Leret. Líder de la resistencia republicana en Melilla
- Vicente Rojo. Comandante republicano

## Multijugador
La actual versión del juego es la 2.5. En el actual solo se pueden usar fusiles y pistolas. 

### Personajes disponibles
Cada personaje (skin), lleva un arma primaria, otra secundaria y puede llevar granada o molotov.
- Republicanos:

| - Milicias Populares - Miliciano anarquista - Gudari vasco - Miliciano asturiano - Quinto Regimiento - Miliciana - Campesino - Miliciano del POUM | - Brigadas Internacionales - Brigada XI - Batallón Garibaldi - Batallón Lincoln - Médico | - Ejército Popular Republicano - Soldado del Ejército Popular - Oficial de Artillería | - Cuerpos de Seguridad - Guardia de Asalto - Ertzaina |

- Nacionales

| - Ejército Nacional - Brigadas Navarras - Infantería de Línea - Médico - Capitán - General Franco | - Ejército de África - Legionario - Regular marroquí - Askari | - Corpo Truppe Volontarie - Oficial Carrista - División XXIII Marzo | - Cuerpos de Seguridad - Guardia Civil | - Milicias Nacionales - Falangista - Cura - Requeté - Requeté del Norte |

### Mapas
Existe una gran variedad de mapas para multijugador, un total de 17, así como diferentes modos de juego dependiendo de estos. Algunos son basados en escenarios reales y otros son ficticios, y están ambientados totalmente en la época.
| - Pueblo del Norte - Pueblo - Pueblo del Sur - Pueblo Mohaa | - Belchite - Guernica - Barcelona - Jarama | - Cinturón de Hierro - Villalonga - Almendralejo | - El cruce - Gijón - Teruel (Versión Día/Noche) - Alcázar de Toledo(Versión Día/Noche) - Brihuega |

### Modos de juego
El mod incluye los siguientes modos de juego clásicos de Call of Duty 2
- Deathmatch
- Deathmatch por equipos
- Capturar la bandera
- Búsqueda y destrucción (Hay mapas con objetivos nacionales y otros con republicanos)

Y añade nuevos tipos
- Juego por rondas (Dos equipos juegan a eliminación sin posibilidad de reaparecer)
- Dominación (Varias posiciones que se pueden capturar y deben mantenerse durante varias rondas, idéntico al de Call of duty: United Offensive)
- Conquista (Un equipo debe capturar una posición en la del otro equipo, similar al Búsqueda y Destrucción)
- Liberación (En cada ronda, los jugadores eliminados irán a una cárcel, y para volver a jugar deben ser liberados, gana el equipo que elimina a todos los contrincantes).

## Armamento
El armamento también se ha cuidado al detalle para que sea lo más fiel posible a los originales, por lo que podemos encontrar:

### Call of Duty
| - Fusiles - Mauser español 1893 - Mauser Oviedo 1916 - Kar98k - Carcano M91 - ZB vz. 24 - Arisaka Tipo 30 - Arisaka Tipo 38 - M1917 Enfield - Mosin-Nagant - Springfield M1903 | - Pistolas - Astra 400 - Star 1922 - Revólver Nagant M1895 - Astra Modelo 900 - Tokarev TT-30 - Beretta M34 | - Subfusiles - MP 28 II (o Naranjero) - MP-34 - Star Si-35 - Labora Fontbernat M-1938 | - Ametralladoras fijas - DP-28 - Maxim M1910 - Maxim-Tokarev - Breda M30 - Hotchkiss M1914 | - Otros: - Escopeta de dos cañones (Multijugador) - Ametralladora Ligera BAR (Un jugador) - Artillería (Un jugador) - Kit Médico (Multijugador) - Cuchillo | - Granadas - Castillo - Ferrobellum - Bola B3 - Laffite - Breda - Stielhandgrenate - Cóctel molotov |

### Medal of Honor
- DP-28
- Star 1919
- Hotchkiss FAO

## Equipo de desarrollo de 1936, España en llamas
- Ramón Ros: Coordinador, programación, scripting, diseño de niveles (Teruel y Belchite) y arte del entorno, artista 3D/2D, traducción.
- Alex Aparicio : Scripting, diseño de niveles y arte del entorno.
- Alex Santos: Diseño de niveles (Pueblo) y arte del entorno, artista 3D/2D.
- Eduardo Méndez: Diseño vehículos en 3D e Interfaces. Diseñador gráfico e infografista.
- David Romero De La Osa: Sonido, voces, adaptación, traducción.
- Jose Gabino: Investigación, documentación, diseño 2D texturas, diseño de niveles.
- Juan Carlos Montalbán González: Adaptación a CoD2 y proyecto de juego 1936 OGAME.

### Otros colaboradores
- Manuel Martínez Frutos: Mapa de Almedralejo y Sierra de los Santos de Maimona. 2 Skins. "Ganadero Castellano" y "agricultor extremeño".
- Salvador Benavides Amate: Varios skins como "Policía montada de Sevilla" y "miliciano andaluz". Empaquetado del archivo del material de usuarios.
- Juan Carlos Montalbán González: Mapas "Cinturón de hierro 1936", "Gernika", "El cruce", "Cinturón de hierro 1936","Cinturón de hierro 1937", "Bilbao", "Miravet","El Alcázar de Toledo", "El crucero Canarias" y los "astilleros 1936", "La plaza 1936".
- Herr Kruguer: Mapas "servera", "Navidad 1936".